# Prolytta tarsalis
Prolytta tarsalis is een keversoort uit de familie van oliekevers (Meloidae). De wetenschappelijke naam van de soort is voor het eerst geldig gepubliceerd in 1967 door Kaszab.